# Pahora graminicola
Pahora graminicola är en spindelart som beskrevs av Forster 1990. Pahora graminicola ingår i släktet Pahora och familjen Synotaxidae. Inga underarter finns listade i Catalogue of Life.